# Vilmos Henrik Clarence moszkitó kormányzó
Vilmos Henrik Clarence (1856–1879. május 5.) a moszkitó nép királya (hivatalosan: kormányzója) volt 1865-től haláláig.

## Élete
Apja Vilmos Clarence herceg volt, Róbert Károly Frigyes moszkitó király második fia. Tanulmányait a jamaicai Kingstonban végezte. Nagybátyja halála után örökölte az immár Nicaraguához tartozó országának trónját. Koronázását elődeihez hasonlóan Belizében tartották 1866. május 23-án. 1874-es nagykorúvá válásáig a régenstanács vezette az országot. 1879. május 5-én halt meg ételmérgezés következtében.

## Fordítás
Ez a szócikk részben vagy egészben  a   William Henry Clarence című angol Wikipédia-szócikk ezen változatának fordításán alapul.  Az eredeti cikk szerkesztőit annak laptörténete sorolja fel. Ez a jelzés csupán a megfogalmazás eredetét és a szerzői jogokat jelzi, nem szolgál a cikkben szereplő információk forrásmegjelöléseként.